# E123 (trasa europejska)
E123 – trasa europejska bezpośrednia północ-południe, biegnąca z Czelabińska w Rosji przez Kazachstan i Uzbekistan do Niżnego Piandżu w Tadżykistanie.